# Peter Barnes
Peter Barnes (Londres, 10 de enero de 1931 - idem, 1 de julio de 2004), dramaturgo contemporáneo inglés.

## Biografía
Escribió el guion de The Ruling Class, grotesco y feroz ataque a la sociedad inglesa mediante el famoso Jack el Destripador.
En 1985 recibió el premio Laurence Olivier por la comedia Red Noses.

## Premios y reconocimientos
Premios Óscar
| Año  | Categoría            | Trabajo nominado   | Resultado |
| ---- | -------------------- | ------------------ | --------- |
| 1993 | Mejor guion adaptado | Un abril encantado | Nominado  |